# Aora hebes
Aora hebes är en kräftdjursart. Aora hebes ingår i släktet Aora och familjen Aoridae. Inga underarter finns listade i Catalogue of Life.